# K-329 Belgorod

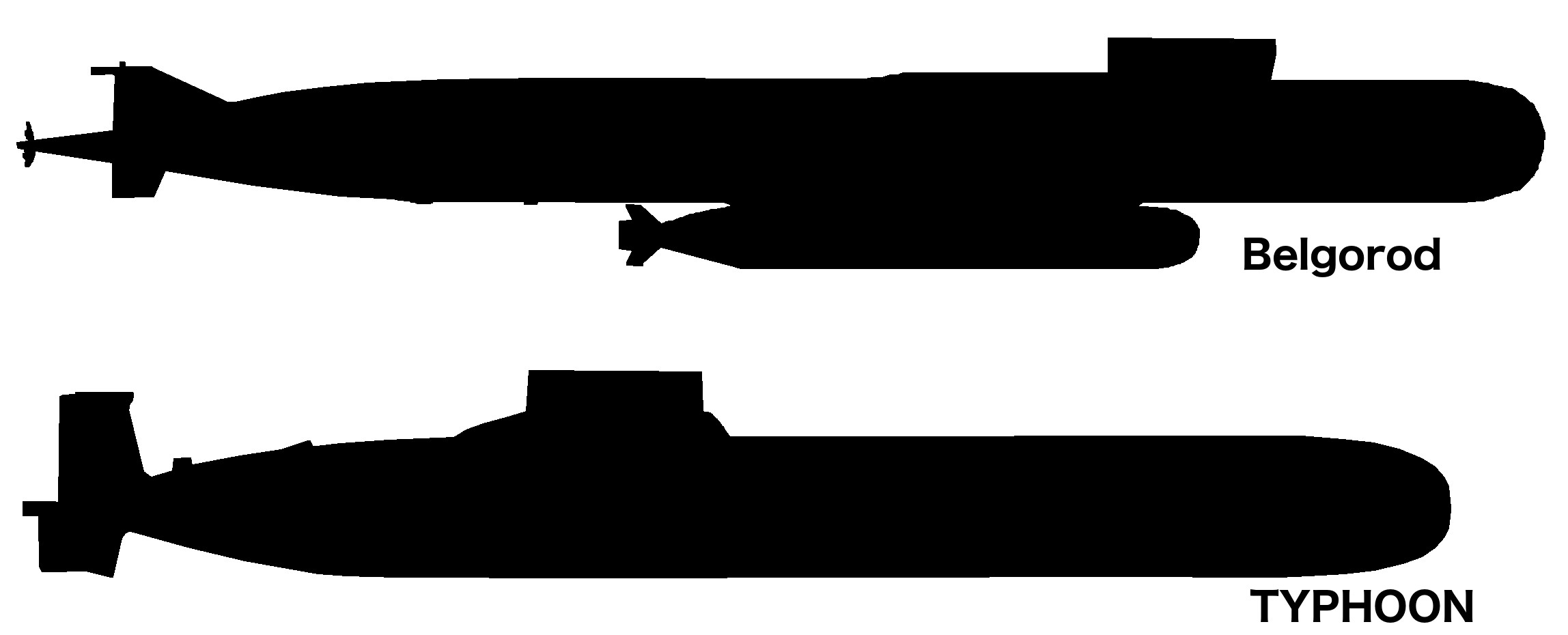
Storleksjämförelse mellan Belgorod och Typhoon

Projekt 09852 Belgorod (K-329) (ryska: Белгород) är en rysk atomubåt med sitt ursprung från Antej-klassen. K-329 Belgorod är med sin längd på 178 m världens längsta ubåt. Ubåten är den första bäraren av den kärnvapenbestyckade Poseidon-undervattensdrönare. Belgorod kan under sin köl bära en atomdriven miniubåt och kan även bära en räddningsubåt på sin rygg.
Belgorod har sin grund i den ej färdigställda KC-139 i Antej-klassen. Båten kölsträcktes 1992 på varvet i Severodvinsk, men färdigställdes aldrig. Efter att K-141 Kursk förliste i augusti 2000 var det tänkt att Belgorod skulle bli dess ersättare, men planerna ändrades. Färdigställandet av Belgorod återupptogs 2012 som projekt 09852, och ubåten sjösattes i april 2019.  Belgorod gjorde första färd från varvet i Severodvinsk 25 juni 2021 och överlämnades officiellt till den ryska flottan den 8 juli 2022. Den ingår i 29:e speciella ubåtskvadronen inom Norra flottan på Olenjabuktens flottbas och opererar för underrättelseorganet Huvuddirektoratet för djuphavsforskning.